# Luis Giampietri
Luis Alejandro Giampietri Rojas (Callao, 31 de diciembre de 1940-Lima, 4 de octubre de 2023) fue un marino y político peruano especialista en inteligencia naval. Fue primer vicepresidente de la república durante el segundo gobierno de Alan García y congresista de la república durante el periodo 2006-2011.

## Biografía
Nació en el distrito de Bellavista, Callao, el 31 de diciembre de 1940. Hijo de Luis Giampietri Berenice y Rosa Rojas Lapoint.
Realizó sus estudios escolares en los colegios San José Maristas del Callao y en el Colegio de la Inmaculada.
Ingresó a la Escuela Naval del Perú, donde se graduó como bachiller en Ciencias Navales en 1960. Posteriormente, se graduó de buzo de la Marina, para luego especializarse en Demolición y Operaciones Especiales.
En 1968, realizó el Curso Básico de Estado Mayor, en 1974 se graduó en curso de Avanzado de Estado Mayor en la Escuela Superior de Guerra Naval, en 1983 estudió el curso de Alto Mando en la misma escuela.
Giampietri se especializó en temas navales y fue jefe del Instituto Nacional del Mar.
Fue uno de los setenta y dos rehenes del MRTA durante la toma de la residencia del embajador de Japón en 1996.

## Actividad naval
En 1987, durante el primer gobierno de Alan García, fue nombrado comandante del Grupo de Operaciones Especiales Centro. Como miembro pleno de la Marina de Guerra, llegó al grado de vicealmirante, llegando a ocupar el cargo de jefe del Estado Mayor General de la Marina en el segundo gobierno del expresidente Alberto Fujimori.
Fundó la Fuerza de Operaciones Especiales de la Marina.

## Vida política

### Regidor de Lima
Giampietri inicia su carrera política en las elecciones municipales de 1998, donde fue elegido regidor de la Municipalidad de Lima por Vamos Vecino, para el periodo municipal 1999-2002.

### 1.ervicepresidente de la república
Para las elecciones generales de 2006, Giampietri fue candidato a la primera vicepresidencia de la república en la plancha presidencial de  Alan García por el APRA. Luego de la segunda vuelta, García resultó ganador de las elecciones, lo que lo convertía en presidente de la república por segunda vez  y Giampietri sería electo primer vicepresidente.
El 28 de julio del mismo año, Giampietri juró ante el Congreso de la República, junto con Lourdes Mendoza del Solar, como vicepresidente de la república para el periodo presidencial 2006-2011.

### Congresista
En dichas elecciones, Giampietri también postuló al Congreso y fue elegido congresista de la república en representación del Callao por el APRA, con 21 391 votos, para el periodo parlamentario 2006-2011.
Durante su labor legislativa, fue presidente de la Comisión de Inteligencia (2006-2007) y miembro de las comisiones de Defensa y Producción.
En marzo de 2007, Giampietri fue citado a prestar declaración testimonial bajo apercibimiento de ser conducido de «grado o fuerza» en caso de no acudir, en un proceso a los miembros del Grupo Colina. Ante ello, el Congreso de la República aprobó una moción para expresar su protesta más enérgica contra la Primera Sala Penal Especial Anticorrupción de la Corte Superior de Justicia de Lima, por la indebida y totalitaria citación formulada contra el congresista Giampietri.
En las elecciones generales de 2011, Giampietri intentó su reelección al Congreso de la República por Cambio Radical, partido del excongresista José Barba. Sin embargo, Giampietri no resultó reelegido.

## Trayectoria contra el terrorismo
Su inclusión en la plancha presidencial aprista causó controversia, ya que Giampietri participó en los sucesos ocurridos en la masacre del Frontón, uno de los casos de la matanza en los penales, en el cual cientos de presos por terrorismo amotinados perecieron, tanto durante el bombardeo como durante la ejecución extrajudicial subsiguiente, al ser reprimida la revuelta. Giampietri tuvo a su cargo las operaciones ejecutadas el 18 de junio para demoler el Pabellón Azul, donde se había amotinado los senderistas.
El informe n.º 006, que se elevó ante el Consejo de Guerra Permanente de la Marina, precisa que se colocaron cargas de explosivos «directamente en los flancos», lo que ocasionó el derrumbe de parte del segundo nivel del pabellón. Cabecillas de los amotinados daban vivas a Sendero Luminoso, aunque estaban en la condición de «inculpados». Si bien muchos murieron sin sentencia, la mayoría, aún no habían sido sentenciados. Eran presumiblemente gente inocente que por alguna sospecha había sido llevada a prisión. En una entrevista para Perú 21, en 2017, defendió la idea que «no fue una masacre ni mucho menos, fue un combate».
«(Giampietri) señala que el viceministro Mantilla estuvo presente en todo el operativo dirigiendo las mismas» (sic), refirió dicho informe final para la causa vista en el fuero militar.
En 1996, ya en el retiro, fue secuestrado junto con cientos de asistentes a una sede diplomática de Japón en Lima mientras busca comunicarse en el exterior. Los responsables fueron miembros del MRTA. Ellos exigían la liberación de su cabecilla Víctor Polay y otros integrantes de la organización terrorista. Giampietri posteriormente se encargó del operativo Chavín de Huántar.  En su momento, fue un ejemplo de capacidad táctica, el cual se estudia en diferentes academias del mundo. Todos los comandos y agentes que participaron fueron ascendidos y luego designados como «defensores de la democracia». El alcalde de Lima, Rafael López-Aliaga, adoptó su nombre como reemplazo al histórico Parque de la Democracia.

## Polémicas
Giampetri fue crítico a la Comisión de la Verdad por supuestamente no contribuir en la pacificación. Además, propuso una solución polémica en agosto de 2010, hundir el monitor Huáscar, actualmente en poder de Chile, para dirimir diferencias históricas con ese país, cuando surgió la posibilidad de devolver dicho navío a Perú:

La mejor solución es abrir las válvulas y hundirlo tal como lo quisieron hacer los tripulantes originales [...] ayudaría a eliminar las posibles discrepancias en ambos países y le daría una tumba común a donde ambos murieron.

Esto en alusión a Miguel Grau y Arturo Prat, los máximos héroes navales de Perú y Chile, respectivamente.
Como parte de la red de corrupción de los años noventa, fue acusado por supuestamente recibir dinero para la realización de las compras de armamento de la Marina, en 1994 y 1995, en que la Sexta Fiscalía Anticorrupción abrió investigación al exministro de Defensa.
Por otra parte, Giampetri fue objeto de una investigación sobre crímenes de lesa humanidad por acusaciones de ordenar el asesinato de prisioneros rendidos en el penal del Frontón. En 2007, el Poder Judicial peruano, bajo el segundo mandato de Alan García, absolvió a Giampetri. Posteriormente, el despacho presidencial emitió un decreto legislativo que lo eximía permanentemente de la rendición de cuentas ante los tribunales.[cita requerida] Además, Giampetri abogó por la retirada de Perú del Sistema Interamericano de Derechos Humanos.

## Publicaciones
- Rehén por siempre: Operación Chavín de Huántar. Biblioteca del Congreso del Perú.